# Pierre-Gilles de Gennes
Pierre-Gilles de Gennes (Parijs, 24 oktober 1932 – Orsay, 18 mei 2007) was een Frans fysicus en Nobelprijswinnaar in 1991. Hij werkte in een groot aantal gebieden, zoals neutronenverstrooiing en magnetisme, supergeleiding, vloeibare kristallen, polymeerfysica, de dynamica van oppervlakteverschijnselen als wetting en adhesie. In 1991 ontving hij de Nobelprijs voor Natuurkunde voor zijn werk aan 'zachte gecondenseerde materie', met name polymeren en vloeibare kristallen.

## Persoonlijke gegevens en opleiding
De Gennes werd geboren in de Franse hoofdstad als zoon van de arts Robert Joachim Pierre de Gennes en de verpleegster Marthe Marie Yvonne Morin-Pons. In 1940, na de Duitse inval, vluchtte Pierre-Gilles met zijn moeder eerst naar de badplaats Arcachon en daarna naar de Alpen, terwijl zijn vader in Parijs achterbleef. In 1941 overleed zijn vader. Pas in 1945 keerden moeder en zoon terug naar Parijs. 
Mede door de oorlogsomstandigheden ontving hij tot zijn twaalfde jaar alleen onderwijs vanuit de huiselijke kring. Vanaf 1945 bezocht hij het reguliere onderwijs, en ontwikkelde naast zijn exacte aanleg ook interesse in literatuur en beeldende kunsten. Hij was een vermaard kenner van Shakespeare. Zijn talenten bleken ook uit zijn toelating in 1951 tot de gerenommeerde universiteit École Normale Supérieure te Parijs.
In 1954 trouwde hij met Anne-Marie Rouet met wie hij 3 kinderen kreeg. Een publiek geheim was zijn relatie met zijn aanvankelijke doctoraal-studente en latere nauwe medewerkster en co-auteur Françoise Brochard-Wyart bij wie hij 4 kinderen had. Bij zijn Nobelprijsuitreiking waren zijn 2 gezinnen aanwezig. Pierre-Gilles de Gennes overleed op 18 mei 2007 op 74-jarige leeftijd.

## Carrière
In de zomer van 1953 nam hij deel aan de zomeruniversiteit voor natuurkunde in Les Houches. Deze universiteit opgericht door de Franse natuurkundige Cécile DeWitt-Morette moest de achterstand die Frankrijk had opgelopen op het gebied van de theoretische natuurkunde met de Verenigde Staten inhalen door 'inhaalcurussen' te geven aan jonge Franse fysici, waaronder De Gennes. Hier kreeg hij les van onder andere Rudolf Peierls, Wolfgang Pauli en William Shockley.
Na zijn studie werd hij in 1955 research ingenieur bij het Commissariat à l'énergie atomique (CAE) in Saclay, waar hij werkte aan magnetisme en neutronenverstrooiing. Hij promoveerde in 1957 aan de Sorbonne bij promotor André Herpin met het proefschrift Contribution à l'étude de la diffusion magnétique des neutrons. Aansluitend was hij van 1958 tot 1959 postdoc-student bij Charles Kittel aan de universiteit van Californië - Berkeley, daarna diende hij 27 maanden in de Franse marine.
In 1961 werd hij maître de conférences (universitair docent) aan Faculté des Sciences van de Universiteit Parijs-Zuid 11 te Orsay, waar hij een onderzoeksgroep begon naar supergeleiders. Later, in 1968, richtte hij zich op vloeibare kristallen. Van deze vloeibare kristallen ontdekte hij een aantal zeer specifieke eigenschappen, zoals het herordenen van de kristallen onder invloed van een extern elektrisch veld. Hiermee was hij een van de grondleggers van de lcd-techniek. In 1971 werd hij hoogleraar aan de Collège de France. Naast zijn academische positie was hij vanaf 1976 ook directeur van de École Supérieure de Physique et de Chimie Industrielles te Parijs. Verder publiceerde hij meer dan 500 artikelen en gaf hij talloze voordrachten.
In 2002 ging De Gennes naar het Curie-instituut en verlegde hij zijn koers naar de biologie, meer in het bijzonder de neurowetenschap. Samen met Françoise Brochard-Wyart en David Quéré publiceerde hij in 2004 zijn laatste werk: Gouttes, bulles, perles et ondes (Druppels, bellen, parels en golven).

## Wetenschappelijk belang
De grote verdienste van De Gennes ligt op het gebied van vloeibare kristallen en dan met name dat hij ze met andere gebieden van de natuurkunde van de gecondenseerde materie (magnetisme, supergeleiding, superfluïditeit, hydrodynamica, etc.) in verband heeft gebracht door middel van verbindende begrippen (ordeparameter, topologische defecten) en analogieën. In 1971 publiceerde hij in Short Range Order Effects in the Isotropic Phase of Nematics and Cholesterics een theorie waarmee hij een algemeen toepasbare theoretische interpretatie gaf van vele natuurkundige eigenschappen van de nematische en cholestrische fasen, de verschijnselen die daarin plaatsvinden en ook de faseovergangen. Deze theorie, die tegenwoordig bekendstaat onder de naam Landau-De Gennestheorie, is vooral belangrijk om de verschillende fasen waarin vloeibare kristallen zich kunnen bevinden te verklaren.
Anders dan bij gewone kristallen versmelten ze tussen de vaste en vloeibare fase bij een welbepaalde temperatuur niet rechtstreeks tot de isotrope fase, maar in verschillende stappen, via een of meerdere tussenfasen, de zogeheten 'vloeibare kristal-' of mesofasen die zich tussen de kristallijne vaste en de isotrope vloeibare toestand bevinden. In de vloeibare kristalfase behouden ze een soort pseude-ordening, een toestand waarin ze gemiddeld allemaal in dezelfde richting zijn gerangschikt (net als in een kristal) maar vrij van elkaar kunnen verplaatsen (als in een vloeistof).
Uit verschillende invalshoeken heeft De Gennes vloeibare kristallen benaderd en bijvoorbeeld ook aandacht gegeven aan defecten (disinclinaties) in vloeibare kristallen, de ordeparametrering en de invloed van elektrische en magnetische velden op deze kristallen. Processen die een rol spelen in ontwikkeling van lcd-schermen.

## Onderscheidingen
Voor zijn werk werd hij onderscheiden met de Holweck Prize (1968) van de gezamenlijke Franse en Engelse Physical Societies, de Ampèreprijs (1977) van de Académie française, de Matteucci Medal (1987) van de Italiaanse Academie, de Harvey-prijs (1988), de Wolfprijs (1990) uit Israel en de Lorentzmedaille (1990) van de Koninklijke Nederlandse Akademie van Wetenschappen (KNAW). In 1991 was hij de laureaat voor de Nobelprijs voor Natuurkunde.